# François Omam-Biyik
François Omam-Biyik (Sackbayémé, 21 maggio 1966) è un allenatore di calcio ed ex calciatore camerunese, di ruolo attaccante.

## Carriera

### Club
Comincia la carriera nella squadra del Canon Yaoundé in patria, poi si trasferisce in Francia dove gioca inizialmente due stagioni nel Laval, successivamente nel Rennes, nel Cannes, nel Marsiglia e nel Lens.
Si trasferisce quindi in Messico all'América di Città del Messico, e quindi allo Yucatan Merida. Gioca nella stagione 1997-1998 alla Sampdoria, dove però totalizza solo 6 presenze, tutte ottenute subentrando ad incontro in corso.
Terminata questa parentesi si trasferisce di nuovo in Messico all'Atlante. François chiude la carriera nel 1999-2000 nello Chateauroux, nella Division 2 francese.

### Nazionale
Divenne celebre durante i mondiali del 1990, quando nella partita inaugurale con la sua nazionale di calcio del Camerun segnò il gol-partita che sconfisse i campioni del mondo dell'Argentina con uno stacco impressionante.

## Statistiche

### Cronologia presenze e reti in nazionale
| Cronologia completa delle presenze e delle reti in nazionale ― Camerun | Cronologia completa delle presenze e delle reti in nazionale ― Camerun | Cronologia completa delle presenze e delle reti in nazionale ― Camerun | Cronologia completa delle presenze e delle reti in nazionale ― Camerun | Cronologia completa delle presenze e delle reti in nazionale ― Camerun | Cronologia completa delle presenze e delle reti in nazionale ― Camerun | Cronologia completa delle presenze e delle reti in nazionale ― Camerun | Cronologia completa delle presenze e delle reti in nazionale ― Camerun |
| Data                                                                   | Città                                                                  | In casa                                                                | Risultato                                                              | Ospiti                                                                 | Competizione                                                           | Reti                                                                   | Note                                                                   |
| ---------------------------------------------------------------------- | ---------------------------------------------------------------------- | ---------------------------------------------------------------------- | ---------------------------------------------------------------------- | ---------------------------------------------------------------------- | ---------------------------------------------------------------------- | ---------------------------------------------------------------------- | ---------------------------------------------------------------------- |
| 3-2-1985                                                               | Douala                                                                 | Camerun                                                                | 1 – 0                                                                  | Egitto                                                                 | Amichevole                                                             | -                                                                      |                                                                        |
| 6-2-1985                                                               | Yaoundé                                                                | Camerun                                                                | 0 – 0                                                                  | Egitto                                                                 | Amichevole                                                             | -                                                                      |                                                                        |
| 7-4-1985                                                               | Lusaka                                                                 | Zambia                                                                 | 4 – 1                                                                  | Camerun                                                                | Qual. Mondiali 1986                                                    | -                                                                      |                                                                        |
| 21-4-1985                                                              | Yaoundé                                                                | Camerun                                                                | 1 – 1                                                                  | Zambia                                                                 | Qual. Mondiali 1986                                                    | -                                                                      |                                                                        |
| 15-9-1985                                                              | Yaoundé                                                                | Camerun                                                                | 4 – 1                                                                  | Arabia Saudita                                                         | Amichevole                                                             | 1                                                                      |                                                                        |
| 4-10-1985                                                              | Riyad                                                                  | Arabia Saudita                                                         | 2 – 1                                                                  | Camerun                                                                | Amichevole                                                             | 1                                                                      |                                                                        |
| 8-12-1985                                                              | Libreville                                                             | Camerun                                                                | 2 – 0                                                                  | Guinea Equatoriale                                                     | Coppa UDEAC 1985 - 1º turno                                            | -                                                                      | 57’                                                                    |
| 12-12-1985                                                             | Libreville                                                             | Ciad                                                                   | 2 – 2                                                                  | Camerun                                                                | Coppa UDEAC 1985 - 1º turno                                            | -                                                                      |                                                                        |
| 15-12-1985                                                             | Libreville                                                             | Camerun                                                                | 0 – 1                                                                  | Congo-Brazzaville                                                      | Coppa UDEAC 1985 - Semifinale                                          | -                                                                      |                                                                        |
| 18-12-1985                                                             | Moanda                                                                 | Camerun                                                                | 2 – 1                                                                  | Ciad                                                                   | Coppa UDEAC 1985 - Finale 3º posto                                     | -                                                                      | 68’                                                                    |
| 9-12-1986                                                              | Malabo                                                                 | Guinea Equatoriale                                                     | 0 – 2                                                                  | Camerun                                                                | Coppa UDEAC 1986 - 1º turno                                            | -                                                                      |                                                                        |
| 11-12-1986                                                             | Malabo                                                                 | Camerun                                                                | 3 – 1                                                                  | Ciad                                                                   | Coppa UDEAC 1986 - 1º turno                                            | 1                                                                      |                                                                        |
| 16-12-1986                                                             | Malabo                                                                 | Camerun                                                                | 1 – 0                                                                  | Congo-Brazzaville                                                      | Coppa UDEAC 1986 - 1º turno                                            | -                                                                      |                                                                        |
| 19-12-1986                                                             | Malabo                                                                 | Camerun                                                                | 4 – 1                                                                  | Ciad                                                                   | Coppa UDEAC 1986 - Finale                                              | 1                                                                      |                                                                        |
| 29-3-1987                                                              | Yaoundé                                                                | Camerun                                                                | 5 – 1                                                                  | Uganda                                                                 | Qual. Coppa d'Africa 1988                                              | 2                                                                      |                                                                        |
| 11-4-1987                                                              | Kampala                                                                | Uganda                                                                 | 3 – 1                                                                  | Camerun                                                                | Qual. Coppa d'Africa 1988                                              | 1                                                                      |                                                                        |
| 20-4-1987                                                              | Brazzaville                                                            | Camerun                                                                | 2 – 0                                                                  | Gabon                                                                  | Giochi centrafricani 1987 - 1º turno                                   | 1                                                                      |                                                                        |
| 26-4-1987                                                              | Brazzaville                                                            | Camerun                                                                | 2 – 0                                                                  | Ciad                                                                   | Giochi centrafricani 1987 - 1º turno                                   | -                                                                      |                                                                        |
| 27-4-1987                                                              | Brazzaville                                                            | Camerun                                                                | 3 – 0                                                                  | Congo-Brazzaville                                                      | Giochi centrafricani 1987 - Semifinale                                 | 1                                                                      |                                                                        |
| 30-4-1987                                                              | Brazzaville                                                            | Camerun                                                                | 2 – 0                                                                  | Angola                                                                 | Giochi centrafricani 1987 - Finale                                     | -                                                                      |                                                                        |
| 27-6-1987                                                              | Lilongwe                                                               | Malawi                                                                 | 1 – 1                                                                  | Camerun                                                                | Qual. Olimpiadi 1988 - 1º turno                                        | -                                                                      |                                                                        |
| 5-7-1987                                                               | Yaoundé                                                                | Camerun                                                                | 2 – 0                                                                  | Sudan                                                                  | Qual. Coppa d'Africa 1988                                              | 1                                                                      | Uscita                                                                 |
| 18-7-1987                                                              | Karthum                                                                | Sudan                                                                  | 1 – 0                                                                  | Camerun                                                                | Qual. Coppa d'Africa 1988                                              | -                                                                      |                                                                        |
| 1-8-1987                                                               | Nairobi                                                                | Camerun                                                                | 3 – 0                                                                  | Madagascar                                                             | Giochi panafricani 1987 - 1º turno                                     | -                                                                      | 74’                                                                    |
| 3-8-1987                                                               | Nairobi                                                                | Kenya                                                                  | 3 – 3                                                                  | Camerun                                                                | Giochi panafricani 1987 - 1º turno                                     | -                                                                      | 46’                                                                    |
| 5-8-1987                                                               | Nairobi                                                                | Camerun                                                                | 3 – 1                                                                  | Tunisia                                                                | Giochi panafricani 1987 - 1º turno                                     | -                                                                      |                                                                        |
| 9-8-1987                                                               | Nairobi                                                                | Egitto                                                                 | 1 – 1 dts (4 – 3 dtr)                                                  | Camerun                                                                | Giochi panafricani 1987 - Semifinale                                   | -                                                                      |                                                                        |
| 12-8-1987                                                              | Nairobi                                                                | Camerun                                                                | 1 – 3                                                                  | Malawi                                                                 | Giochi panafricani 1987 - Finale 3º posto                              | -                                                                      |                                                                        |
| 4-10-1987                                                              | Kumasi                                                                 | Ghana                                                                  | 0 – 0                                                                  | Camerun                                                                | Qual. Olimpiadi 1988 - 2º turno                                        | -                                                                      |                                                                        |
| 14-11-1987                                                             | Yaoundé                                                                | Camerun                                                                | 2 – 2                                                                  | Ghana                                                                  | Qual. Olimpiadi 1988 - 2º turno                                        | 1                                                                      |                                                                        |
| 14-3-1988                                                              | Rabat                                                                  | Camerun                                                                | 1 – 0                                                                  | Egitto                                                                 | Coppa d'Africa 1988 - 1º turno                                         | -                                                                      | 27’                                                                    |
| 8-1-1989                                                               | Yaoundé                                                                | Camerun                                                                | 1 – 1                                                                  | Angola                                                                 | Qual. Mondiali 1990                                                    | -                                                                      |                                                                        |
| 22-1-1989                                                              | Libreville                                                             | Gabon                                                                  | 1 – 3                                                                  | Camerun                                                                | Qual. Mondiali 1990                                                    | 1                                                                      |                                                                        |
| 10-6-1989                                                              | Ibadan                                                                 | Nigeria                                                                | 2 – 0                                                                  | Camerun                                                                | Qual. Mondiali 1990                                                    | -                                                                      |                                                                        |
| 25-6-1989                                                              | Luanda                                                                 | Angola                                                                 | 1 – 2                                                                  | Camerun                                                                | Qual. Mondiali 1990                                                    | 1                                                                      |                                                                        |
| 27-8-1989                                                              | Yaoundé                                                                | Camerun                                                                | 1 – 0                                                                  | Nigeria                                                                | Qual. Mondiali 1990                                                    | 1                                                                      |                                                                        |
| 8-10-1989                                                              | Yaoundé                                                                | Camerun                                                                | 2 – 0                                                                  | Tunisia                                                                | Qual. Mondiali 1990                                                    | -                                                                      |                                                                        |
| 19-11-1989                                                             | Tunisi                                                                 | Tunisia                                                                | 0 – 1                                                                  | Camerun                                                                | Qual. Mondiali 1990                                                    | 1                                                                      | 75’                                                                    |
| 3-3-1990                                                               | Annaba                                                                 | Zambia                                                                 | 1 – 0                                                                  | Camerun                                                                | Coppa d'Africa 1990 - 1º turno                                         | -                                                                      |                                                                        |
| 6-3-1990                                                               | Annaba                                                                 | Senegal                                                                | 2 – 0                                                                  | Camerun                                                                | Coppa d'Africa 1990 - 1º turno                                         | -                                                                      |                                                                        |
| 9-3-1990                                                               | Annaba                                                                 | Camerun                                                                | 2 – 0                                                                  | Kenya                                                                  | Coppa d'Africa 1990 - 1º turno                                         | -                                                                      | 58’                                                                    |
| 8-6-1990                                                               | Milano                                                                 | Argentina                                                              | 0 – 1                                                                  | Camerun                                                                | Mondiali 1990 - 1º turno                                               | 1                                                                      |                                                                        |
| 14-6-1990                                                              | Bari                                                                   | Camerun                                                                | 2 – 1                                                                  | Romania                                                                | Mondiali 1990 - 1º turno                                               | -                                                                      |                                                                        |
| 18-6-1990                                                              | Bari                                                                   | Camerun                                                                | 0 – 4                                                                  | Unione Sovietica                                                       | Mondiali 1990 - 1º turno                                               | -                                                                      |                                                                        |
| 23-6-1990                                                              | Napoli                                                                 | Camerun                                                                | 2 – 1 dts                                                              | Colombia                                                               | Mondiali 1990 - Ottavi di finale                                       | -                                                                      |                                                                        |
| 1-7-1990                                                               | Napoli                                                                 | Inghilterra                                                            | 3 – 2 dts                                                              | Camerun                                                                | Mondiali 1990 - Quarti di finale                                       | -                                                                      |                                                                        |
| 6-2-1991                                                               | Londra                                                                 | Inghilterra                                                            | 2 – 0                                                                  | Camerun                                                                | Amichevole                                                             | -                                                                      |                                                                        |
| 28-4-1991                                                              | Bamako                                                                 | Mali                                                                   | 0 – 2                                                                  | Camerun                                                                | Qual. Coppa d'Africa 1992                                              | 1                                                                      |                                                                        |
| 14-7-1991                                                              | Yaoundé                                                                | Camerun                                                                | 1 – 0                                                                  | Sierra Leone                                                           | Qual. Coppa d'Africa 1992                                              | -                                                                      |                                                                        |
| 28-7-1991                                                              | Yaoundé                                                                | Camerun                                                                | 1 – 0                                                                  | Guinea                                                                 | Qual. Coppa d'Africa 1992                                              | 1                                                                      | Uscita                                                                 |
| 12-1-1992                                                              | Dakar                                                                  | Camerun                                                                | 1 – 0                                                                  | Marocco                                                                | Coppa d'Africa 1992 - 1º turno                                         | -                                                                      |                                                                        |
| 16-1-1992                                                              | Dakar                                                                  | Camerun                                                                | 1 – 1                                                                  | Zaire                                                                  | Coppa d'Africa 1992 - 1º turno                                         | 1                                                                      |                                                                        |
| 19-1-1992                                                              | Dakar                                                                  | Senegal                                                                | 0 – 1                                                                  | Camerun                                                                | Coppa d'Africa 1992 - Quarti di finale                                 | -                                                                      |                                                                        |
| 23-1-1992                                                              | Ziguinchor                                                             | Costa d'Avorio                                                         | 0 – 0 dts (3 – 1 dtr)                                                  | Camerun                                                                | Coppa d'Africa 1992 - Semifinale                                       | -                                                                      |                                                                        |
| 16-8-1992                                                              | Libreville                                                             | Gabon                                                                  | 0 – 0                                                                  | Camerun                                                                | Qual. Coppa d'Africa 1994                                              | -                                                                      |                                                                        |
| 18-4-1993                                                              | Yaoundé                                                                | Camerun                                                                | 3 – 1                                                                  | Guinea                                                                 | Qual. Mondiali 1994                                                    | -                                                                      |                                                                        |
| 25-4-1993                                                              | Yaoundé                                                                | Camerun                                                                | 0 – 0                                                                  | Gabon                                                                  | Qual. Coppa d'Africa 1994                                              | -                                                                      |                                                                        |
| 4-7-1993                                                               | Harare                                                                 | Zimbabwe                                                               | 1 – 0                                                                  | Camerun                                                                | Qual. Mondiali 1994                                                    | -                                                                      |                                                                        |
| 18-7-1993                                                              | Conakry                                                                | Guinea                                                                 | 0 – 1                                                                  | Camerun                                                                | Qual. Mondiali 1994                                                    | -                                                                      |                                                                        |
| 10-10-1993                                                             | Yaoundé                                                                | Camerun                                                                | 3 – 1                                                                  | Zimbabwe                                                               | Qual. Mondiali 1994                                                    | 2                                                                      | 56’                                                                    |
| 16-3-1994                                                              | Il Cairo                                                               | Egitto                                                                 | 0 – 0                                                                  | Camerun                                                                | Amichevole                                                             | -                                                                      |                                                                        |
| 20-6-1994                                                              | Pasadena                                                               | Camerun                                                                | 2 – 2                                                                  | Svezia                                                                 | Mondiali 1994 - 1º turno                                               | 1                                                                      |                                                                        |
| 24-6-1994                                                              | Palo Alto                                                              | Brasile                                                                | 3 – 0                                                                  | Camerun                                                                | Mondiali 1994 - 1º turno                                               | -                                                                      |                                                                        |
| 28-6-1994                                                              | Palo Alto                                                              | Russia                                                                 | 6 – 1                                                                  | Camerun                                                                | Mondiali 1994 - 1º turno                                               | -                                                                      |                                                                        |
| 8-1-1995                                                               | Douala                                                                 | Camerun                                                                | 0 – 0                                                                  | Malawi                                                                 | Qual. Coppa d'Africa 1996                                              | -                                                                      |                                                                        |
| 13-1-1996                                                              | Johannesburg                                                           | Sudafrica                                                              | 3 – 0                                                                  | Camerun                                                                | Coppa d'Africa 1996 - 1º turno                                         | -                                                                      |                                                                        |
| 18-1-1996                                                              | Johannesburg                                                           | Camerun                                                                | 2 – 1                                                                  | Egitto                                                                 | Coppa d'Africa 1996 - 1º turno                                         | 1                                                                      |                                                                        |
| 24-1-1996                                                              | Durban                                                                 | Angola                                                                 | 3 – 3                                                                  | Camerun                                                                | Coppa d'Africa 1996 - 1º turno                                         | 1                                                                      |                                                                        |
| 27-4-1997                                                              | Yaoundé                                                                | Camerun                                                                | 2 – 0                                                                  | Togo                                                                   | Qual. Mondiali 1998                                                    | -                                                                      | 71’                                                                    |
| 7-8-1997                                                               | Tunisi                                                                 | Nigeria                                                                | 1 – 0                                                                  | Camerun                                                                | LG Cup 1997 - Semifinale                                               | -                                                                      | 62’                                                                    |
| 9-8-1997                                                               | Tunisi                                                                 | Camerun                                                                | 3 – 3 dts (4 – 3 dtr)                                                  | Zambia                                                                 | LG Cup 1997 - Finale 3º posto                                          | -                                                                      |                                                                        |
| 27-5-1998                                                              | Arnhem                                                                 | Paesi Bassi                                                            | 0 – 0                                                                  | Camerun                                                                | Amichevole                                                             | -                                                                      | 67’                                                                    |
| 31-5-1998                                                              | Lussemburgo                                                            | Lussemburgo                                                            | 0 – 2                                                                  | Camerun                                                                | Amichevole                                                             | 1                                                                      |                                                                        |
| 5-6-1998                                                               | Copenaghen                                                             | Danimarca                                                              | 1 – 2                                                                  | Camerun                                                                | Amichevole                                                             | 2                                                                      | 67’                                                                    |
| 11-6-1998                                                              | Tolosa                                                                 | Camerun                                                                | 1 – 1                                                                  | Austria                                                                | Mondiali 1998 - 1º turno                                               | -                                                                      | 84’                                                                    |
| 17-6-1998                                                              | Montpellier                                                            | Italia                                                                 | 3 – 0                                                                  | Camerun                                                                | Mondiali 1998 - 1º turno                                               | -                                                                      | 66’                                                                    |
| 23-6-1998                                                              | Nantes                                                                 | Cile                                                                   | 1 – 1                                                                  | Camerun                                                                | Mondiali 1998 - 1º turno                                               | -                                                                      |                                                                        |
| Totale                                                                 |                                                                        | Presenze                                                               | 77                                                                     |                                                                        | Reti                                                                   | 27                                                                     |                                                                        |

## Palmarès

### Club

#### Competizioni nazionali
- Campionato camerunese: 1

Canon Yaoundé: 1986
- Coppa del Camerun: 1

Canon Yaoundé: 1986
- Coppa di Lega francese: 1

Lens: 1994